# Cotoneaster conspicuus
Cotoneaster conspicuus är en rosväxtart som beskrevs av Comber och Marquand, Bull. Misc. Inform. Kew 1937. Cotoneaster conspicuus ingår i släktet oxbär, och familjen rosväxter. Inga underarter finns listade i Catalogue of Life.

## Bildgalleri

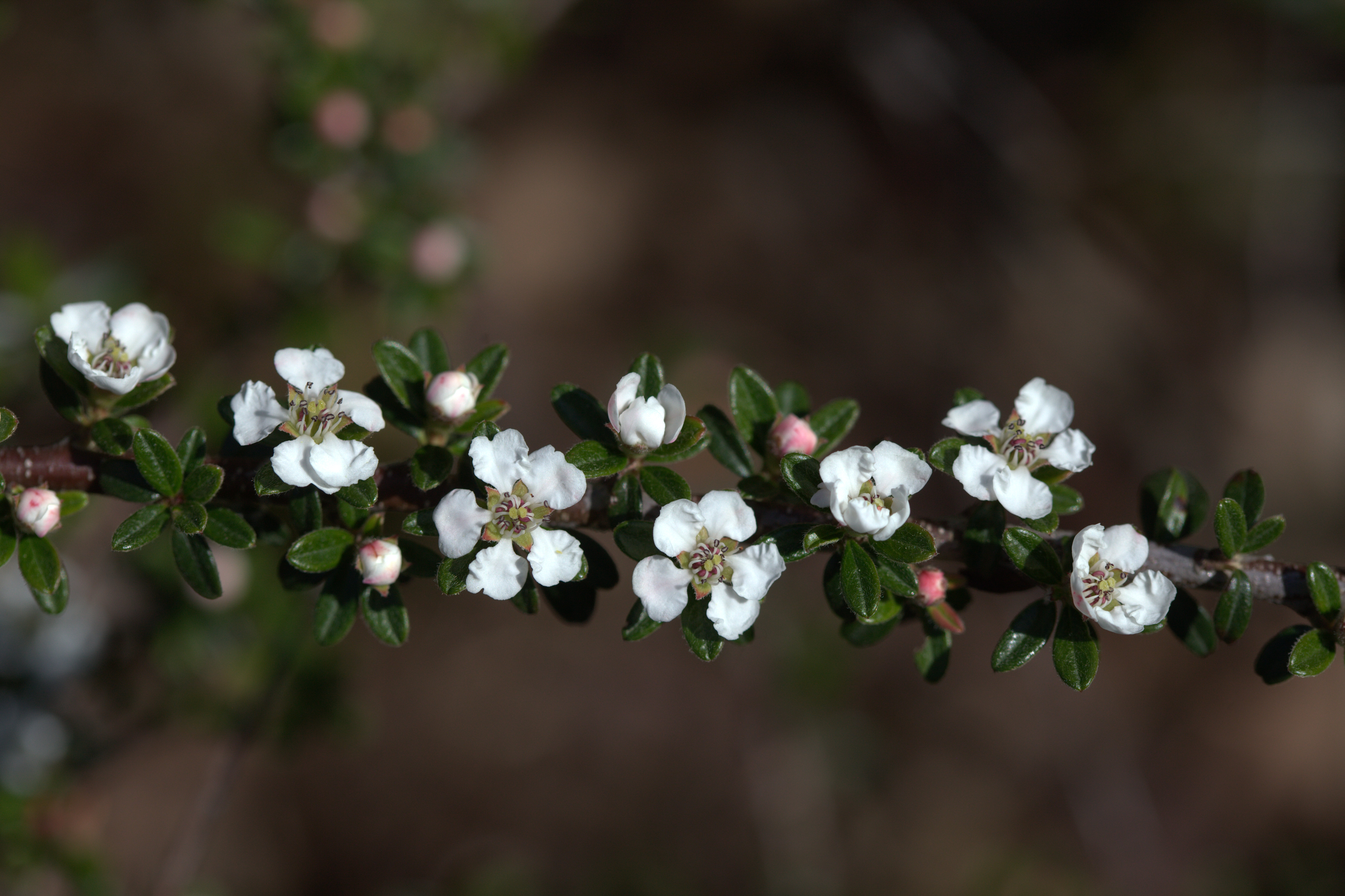
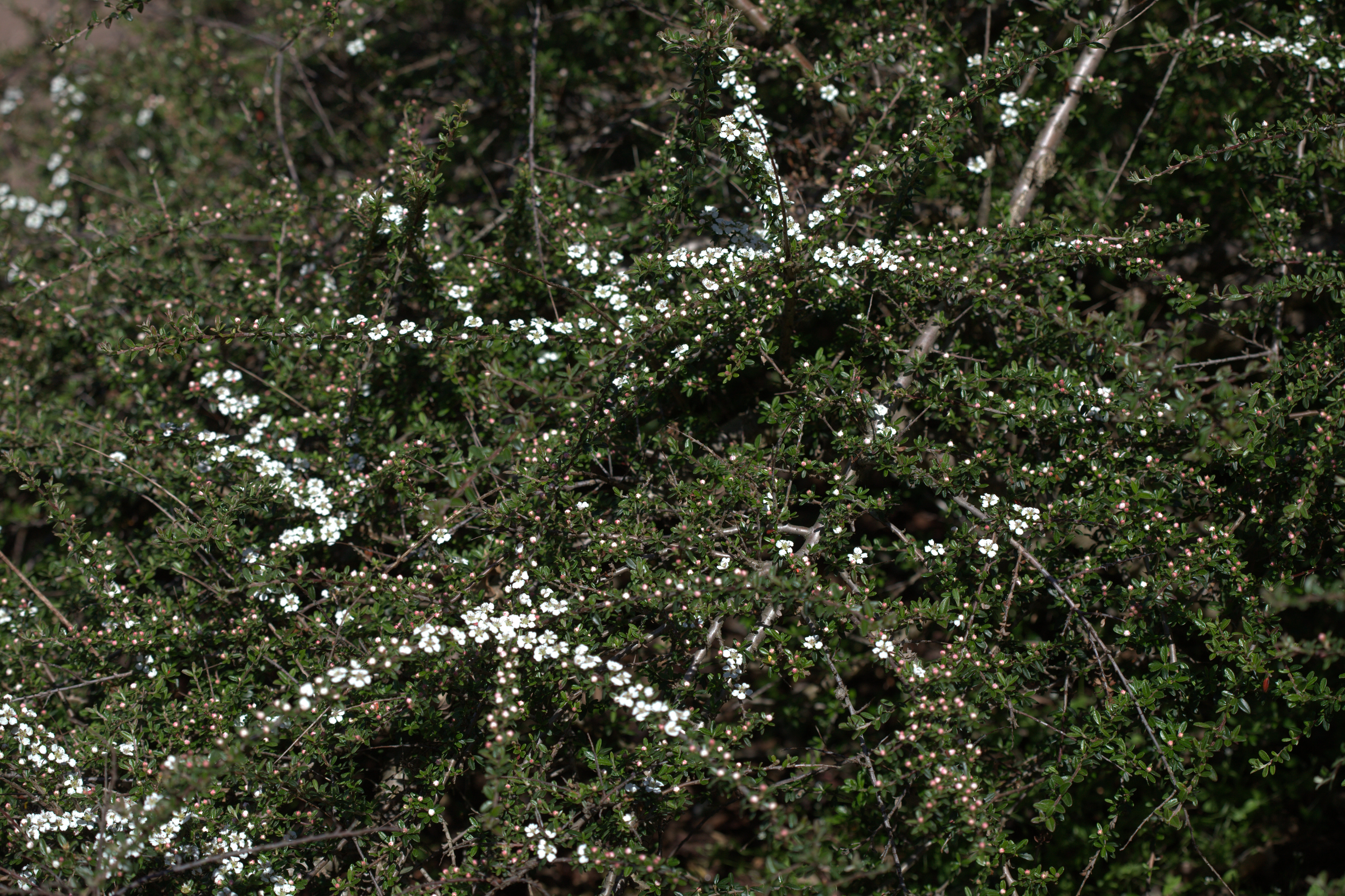